# 米林逍遥蛛
米林逍遥蛛（学名：Philodromus mainlingensis）为逍遥蛛科逍遥蛛属的动物。在中国大陆，分布于西藏等地，常栖息于山野林间草丛。该物种的模式产地在西藏。